# Абдуллаева, Гюльзар Рза кызы
Гюльзар Рза кызы Абдуллаева (азерб. Gülzar Rza qızı Abdullayeva; 1914, Шахсеван, Елизаветпольская губерния — 1 мая 1993, Шахсеван, Бейлаганский район) — советский азербайджанский хлопковод, Герой Социалистического Труда (1948).

## Биография
Родилась в 1914 году в селе Шахсеван Джебраильского уезда Елизаветпольской губернии (ныне Бейлаганский район Азербайджана).
Начала трудовую деятельность в 1932 году колхозницей колхоза имени Сталина Ждановского района. С 1937 года звеньевая колхоза «Баку» Ждановского района. С 1961 по 1974 год заведующая колхозной библиотекой. В 1947 году получила урожай египетского хлопка 60,5 центнера с гектара на площади 5 гектаров. В 1954 году звено Абдуллаевой получило по 35 центнеров хлопка с каждого гектара на площади 18 гектаров, вместо плановых 23 центнеров. На работе хлопковод проявляла себя как старательная и исполнительная труженица, добросовестно относящаяся к делу. Правильно организуя труд и пользуясь и изучая достижения агрономической науки, вместе со звеном получала высокие урожаи.
С 1968 года на пенсии.
Указом Президиума Верховного Совета СССР от 10 марта 1948 года за получение высоких урожаев хлопка при выполнении колхозом обязательных поставок и натуроплаты за работу МТС в 1947 году и обеспеченности семенами зерновых культур для весеннего сева 1948 года, Абдуллаевой Гюльзар Рза кызы присвоено звание Героя Социалистического Труда со вручением ордена Ленина и золотой медали «Серп и Молот».
Активно участвовала в общественно-политической жизни страны. Член КПСС с 1956 года. Депутат Верховного Совета Азербайджанской ССР 4-го и 5-го созывов.
Скончалась 1 мая 1993 года в родном селе.